# ターゲット・アース
『ターゲット・アース』（Target Earth）は、カナダのヘヴィメタル・バンド、ヴォイヴォドが2013年に発表したスタジオ・アルバム。チューウィー（ダニエル・モングレイン）加入後としては、ライブ・アルバム『ウォリアーズ・オヴ・アイス』に続く2作目のアルバムに当たる。

## 背景
「コー・エトランジェ」は、バンド史上初のフランス語詞の楽曲である。
ドラマーの「アウェイ」ことミシェル・ランジュヴァンは、本作の音楽性に関して「ジェイソン・ニューステッドと一緒に作った3枚のアルバムは、ストーナー・パンク・メタルの色が強くて、ある意味ロックンロール的だったけど、今回はもっとプログレッシブだ。このアルバムは『ディメンション・ハトロス』や『ナッシングフェイス』といったプログレッシブ・スラッシュ・メタル期のアルバムを思わせる。とはいえ、ヴォイヴォドのすべての時代からの成分が含まれていると思う」と説明している。また、アウェイはチューウィーの演奏に関して「チューウィーはヴォイヴォドの全アルバムの大ファンだってことを知っている」「最初の何回かのリハーサルで、ピギーとチューウィーの違いに気付いたけど、その後は俺の耳には同じに聴こえるようになったよ」と語っている。
アメリカやヨーロッパでは2枚組のアナログLPも発売され、通常の黒盤の他に赤盤、青盤、オレンジ盤、紫盤も限定発売された。

## 反響
アメリカでは発売初週に約1500枚を売り上げ、『ビルボード』のトップ・ヒートシーカーズで7位、ハード・ロック・アルバム・チャートで24位、インディペンデント・アルバム・チャートで44位に達した。また、ヴォイヴォドの作品としては初めてドイツでアルバム・チャート入りし、最高72位を記録した。

## 評価
Thom Jurekはオールミュージックにおいて5点満点中4点を付け「ヴォイヴォドの極端さ、粗野さ、実験性が最良の水準で提示されており、音楽性は難解、ドラマティック、そして強烈である」「『ターゲット・アース』は我々の期待を上回っているだけでなく、容赦ないほど創造的で、素晴らしく、熱狂的だ」と評している。Eduardo RivadaviaはBlabbermouth.netのレビューで10点満点中8点を付け「タイトル曲や"Resistance"といった直線的な部分は、一瞬『エンジェル・ラット』を想起させるかもしれないが、"Empathy for the Enemy"や"Mechanical Mind"等の突出している曲も含めて、本作の大半は刺激的な『ナッシングフェイス』を源泉としている」と評している。また、『CDジャーナル』のミニ・レビューでは、チューウィーのギター・プレイに関して「ピギー譲りの前衛的なギター・アプローチ、そして自分らしいメロディックなソロで主張」と評されている。

## 収録曲
全曲とも作詞はスネイク、作曲はヴォイヴォドによる。
1. ターゲット・アース "Target Earth" – 6:04
2. クラスカップ・オコム "Kluskap O'Kom" – 4:24
3. エンパシー・フォー・ジ・エネミー "Empathy for the Enemy" – 5:46
4. メカニカル・マインド "Mechanical Mind" – 7:35
5. ウォーケイック "Warchaic" – 7:01
6. レジスタンス "Resistance" – 6:45
7. カレイドス "Kaleidos" – 6:27
8. コー・エトランジェ "Corps Étranger" – 4:35
9. アーティファクト "Artefact" – 6:26
10. ディファイアンス "Defiance" – 1:34

### 日本盤ボーナス・トラック
1. トライバル・コンヴィクションズ（ライヴ） "Tribal Convictions (Live)" – 5:28
2. ナッシングフェイス（ライヴ） "Nothingface (Live)" – 4:26

## 参加ミュージシャン
- スネイク（デニス・ベランジェ） - ボーカル
- チューウィー（ダニエル・モングレイン） - ギター
- ブラッキー（ジャン・イヴ・テリオー）- ベース
- アウェイ（ミシェル・ランジュヴァン） - ドラムス